# 다 함께 차차차 (2005년 드라마)
《다 함께 차차차》는 KBS 2TV에서 2005년 7월 30일에 방영된 드라마시티로, 시골 요양원에 살던 환자들이 우연히 중창단을 만들면서 자신들의 상처와 아픔을 극복한다는 감동적 블랙 코미디이며 뮤지컬 형식의 드라마다.

## 줄거리
영애(구혜선 분)는 엄마의 병원비를 마련하기 위해 사채를 끌어쓰고 빚 독촉에 시달리다 장기매매의 위기에 처한다. 그러나 영애가 당장 장기이식수술이 불가능하자 사채업자들은 영애를 요양원에 보내 건강하게 만들려 한다.

## 등장 인물
- 구혜선 : 영애 역
- 이필모
- 조서연 : 엄 간호사 역
- 김법래 : 도끼 역
- 박준면 : 정자 역
- 최용민
- 정준일
- 안석환